# Macrodactylus ovaticollis
Macrodactylus ovaticollis är en skalbaggsart som beskrevs av Bates 1887. Macrodactylus ovaticollis ingår i släktet Macrodactylus och familjen Melolonthidae. Inga underarter finns listade i Catalogue of Life.